# 弗拉基米尔·列宁全联盟先锋组织

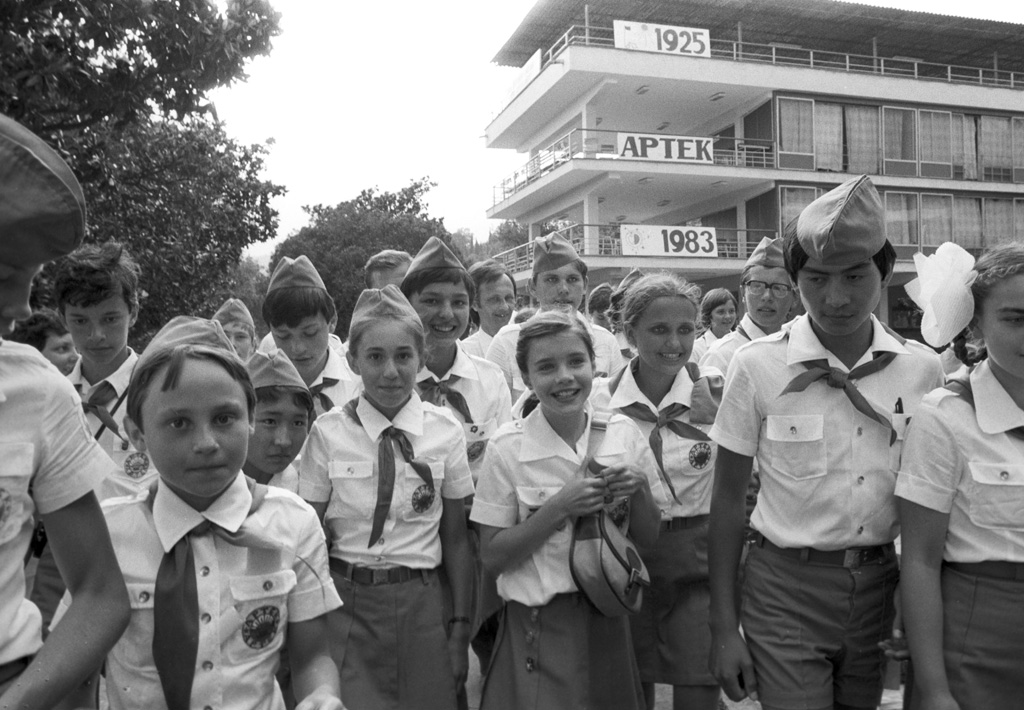
1983年，萨蔓塔·史密斯和苏联少先队员

弗拉基米尔·列宁全联盟先锋组织（俄语：Всесоюзная пионерская организация имени В. И. Ленина，收听ⓘ）是1922年—1991年苏联的先锋运动组织，成员年龄为10岁—15岁。

## 历史
1917年十月革命后，一些俄国童军转向了布尔什维克一方，布尔什维克随后成立了一些与童军类似的儿童组织，例如少年共产主义者（Юные Коммунисты）等。
在1917至1921年的俄国内战期间，大多数童军的负责人和童军在白军一方抗击红军，并且不愿意接受苏维埃制度。最终他们离开了俄罗斯或是转入地下活动。然而，随着苏联共青团持续寻找童军活动的残余，地下活动并未能持续多长时间。1918至1920年的全俄青年共产主义者会议提出要在苏联根除童军运动并建立一个共产主义性质的类似组织，为苏联儿童教授共产主义思想。
俄国教育部负责人、列宁妻子娜杰日达·克鲁普斯卡娅为苏联少先队的建立贡献很大。1922年她写了一篇名为《俄罗斯少年共产主义者和童军联盟》的文章。然而，留下来支持红军和共青团的童军负责人建议以“先锋”命名这一组织，并且说服共青团保留童军“准备着！”这一口号，并将其修改为“时刻准备着”。
1922年5月13日，莫斯科童军的领导人同意建立一个以童军结构为参考的儿童共产主义组织，并将其命名为“少年先锋队。”
1922年5月19日，第二届全俄共青团会议通过了童军领导人的建议，并且决定“重新组织童军运动以建立一个新的儿童组织”。随后几年中许多曾经的童军负责人建立了少先队小组。1922年10月合并了斯巴达克少年先锋队（Юные пионеры имени Спартака），并在1926年3月开始以列宁命名。

## 象征
- 苏联的红领巾规格为100x30厘米，最初为深红色棉质，后期改为偏红橙色的化纤材料，价格为55-75戈比。红领巾的三个角象征苏联共产党、苏联共青团和苏联少先队，打成的结象征这三代人的团结。

苏联少先队的红领巾最早并不通过打结佩戴，而是使用专门的金属领巾结，上面绘有一个在镰刀锤子背景下的篝火图案，五块原木象征五大洲，火焰代表共产国际，象征革命之火将点燃五大洲，并以“时刻准备着”（Всегда готов!）环绕。
但1930年代末开始，苏联境内广泛流传着一个传言：仔细观察领巾结上的火焰能看到纳粹的卐字标志和托洛茨基肖像，火焰组成的“З”字母象征季诺维耶夫。由于这些传言，一些学校和夏令营停止要求少先队员使用领巾结，而直接打结佩戴。共产国际解体后，领巾结更加不合时宜。苏共中央和内务人民委员部曾调查这一传言，但无果而终。1960年代早期，领巾结被彻底废除。

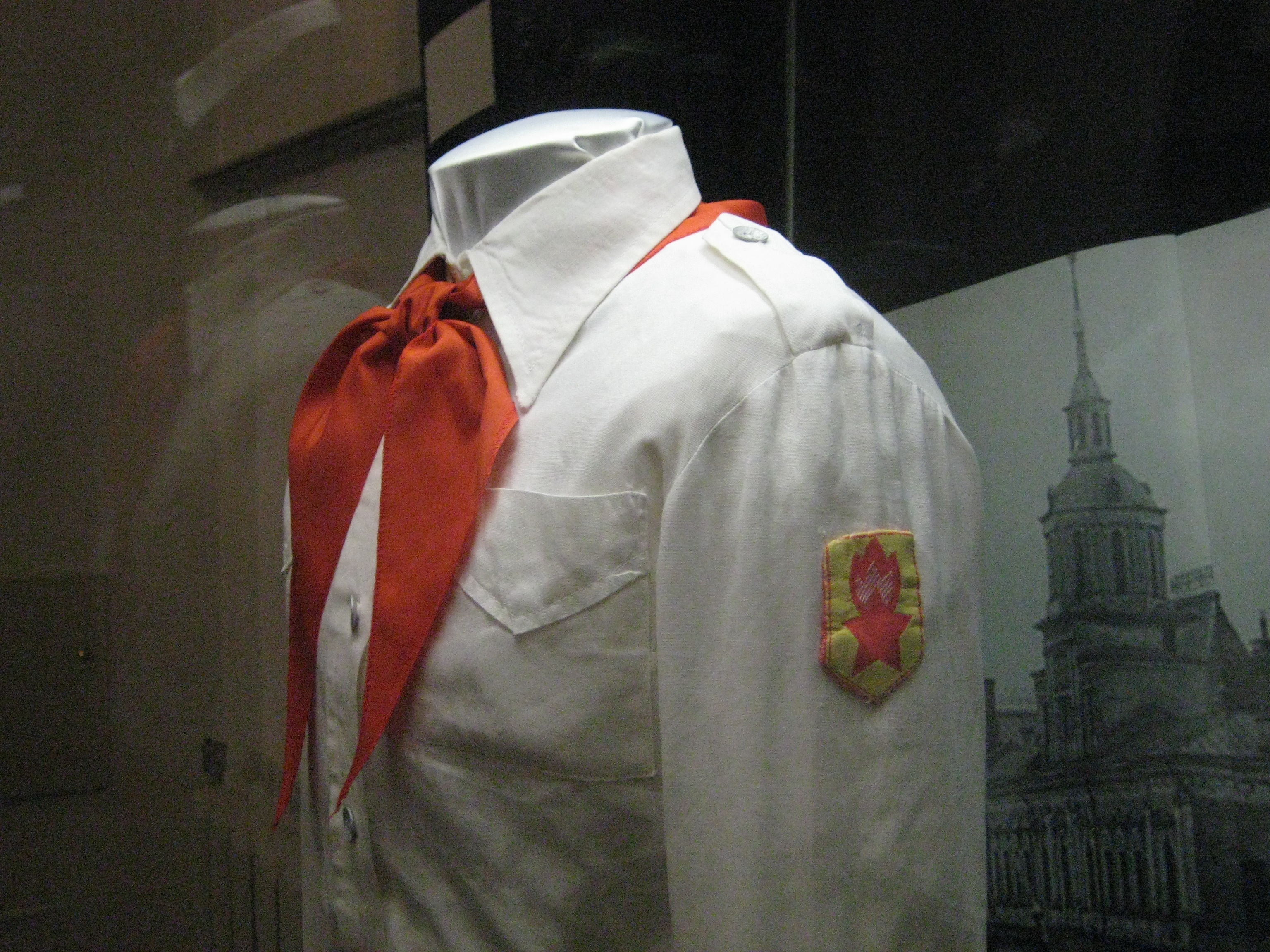
苏联少先队员制服
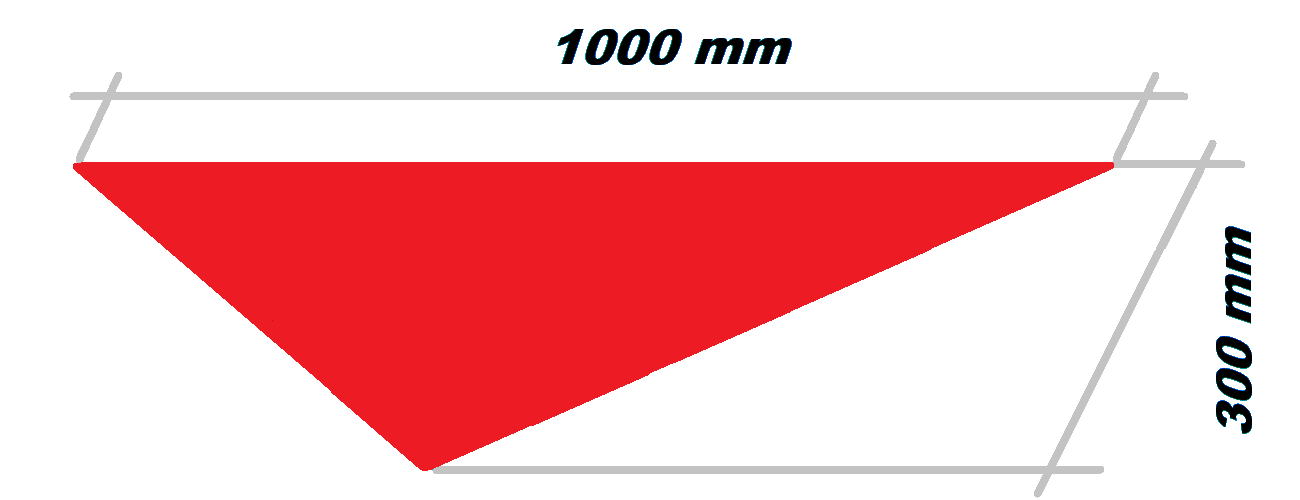
苏联少先队红领巾
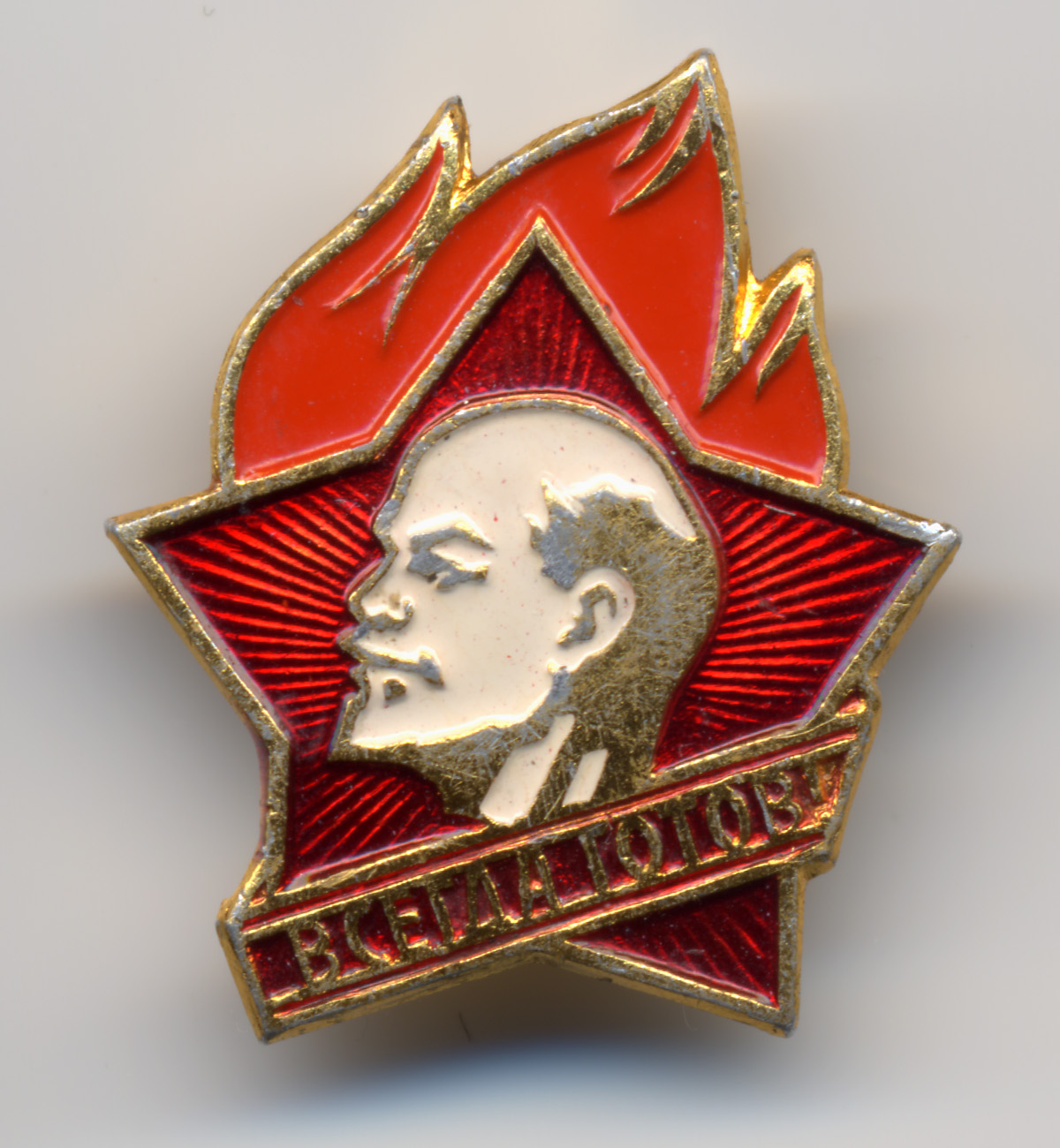
成员徽章，写有“时刻准备着！”（俄语：Всегда готов!）

- 弗拉基米尔·列宁全联盟先锋组织的颂歌是《燃烧吧，营火，蓝色的夜晚》。

## 少年宫

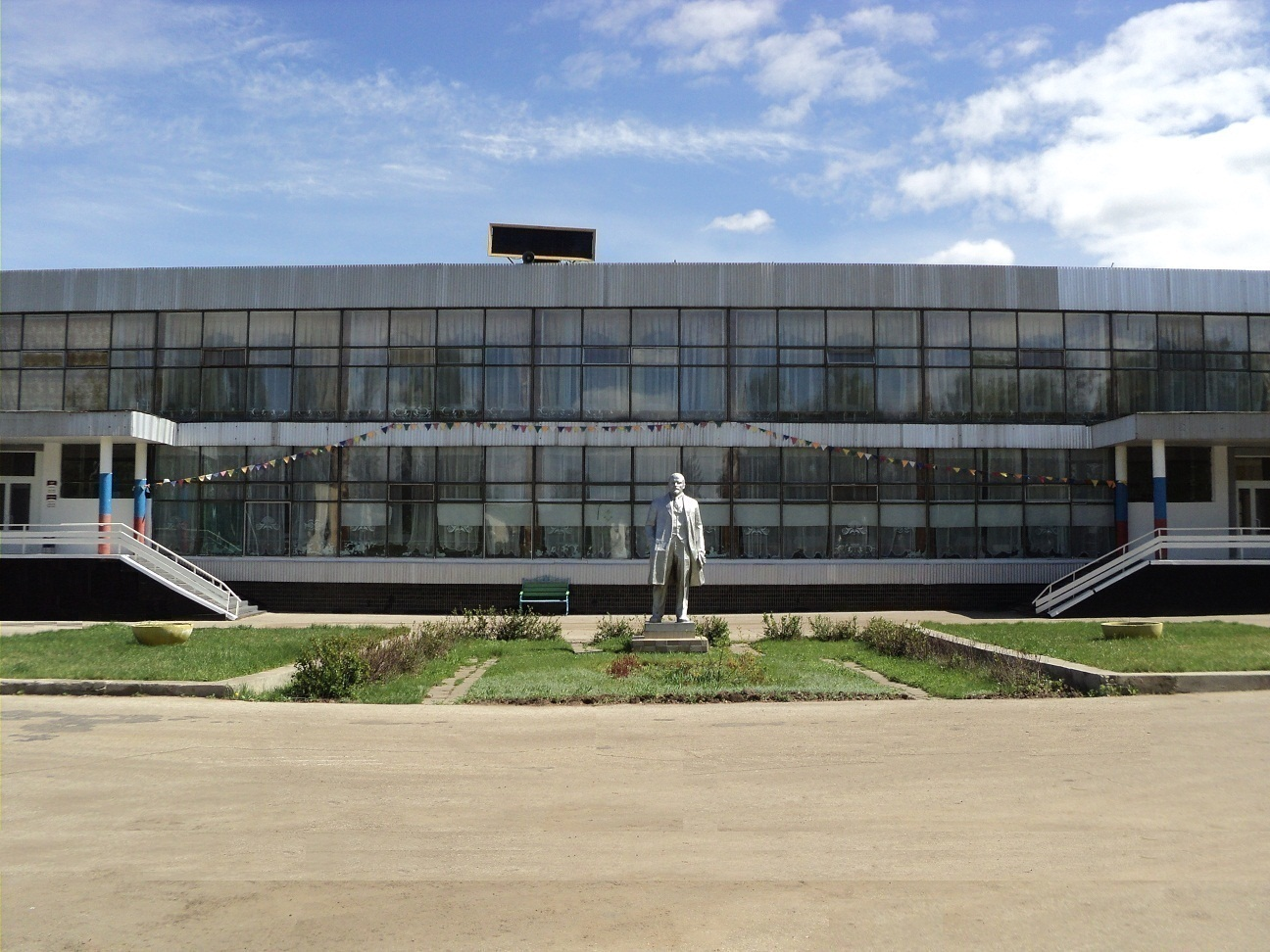
现位于俄罗斯 "Alye Parusa" 少年宫的餐厅，前方为列宁雕像
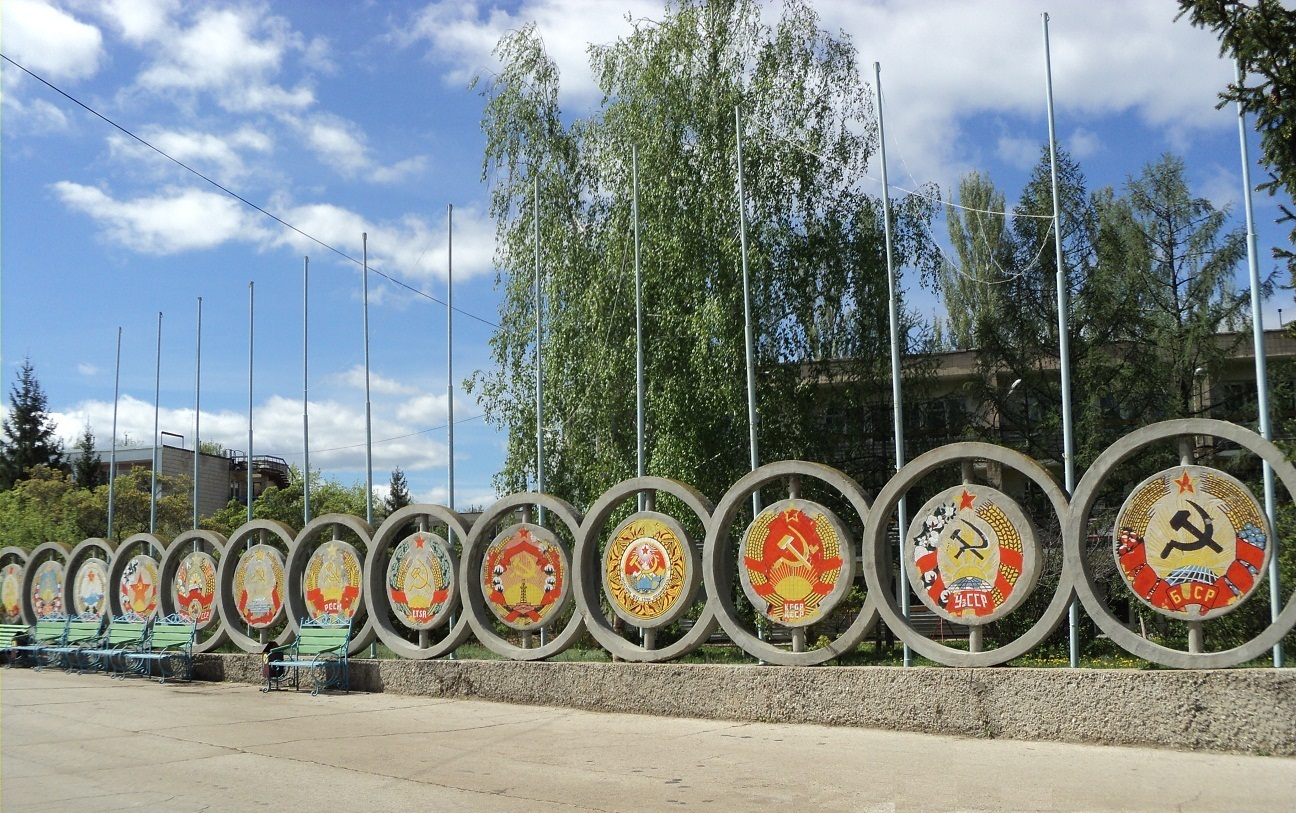
"Alye Parusa" 少年宫的苏联各共和国旗杆和国徽